# Кристя, Кэтэлина
Кэтэлина Кристя (рум. Cătălina Cristea; род. 2 июня 1975, Бухарест) — румынская теннисистка, тренер и спортивный администратор. Игрок сборной Румынии в Кубке Федерации, победительница одного турнира WTA в парном разряде.

## Биография
Кэтэлина Кристя начала играть в теннис с семи лет. В 1992 году она была ведущей румынской юниоркой, успешно выступив на чемпионате Европы среди девушек. В том же году она дошла до полуфинала Открытого чемпионата Франции среди девушек в одиночном разряде. Следующий год Кристя начала выходом в финал Открытого чемпионата Австралии среди девушек в паре со шведкой Осой Карлссон, а завершила юношескую карьеру в декабре того же года финалом турнира Orange Bowl в паре с Варали Сурифонг.
Уже в 1991 году Кристя выиграла свой первый профессиональный турнир. Это произошло в Клуже (Румыния) на турнире ITF с призовым фондом 10 000 долларов, где Кристя победила в паре с Диане Самунджи. В 1994 году она была впервые приглашена в сборной Румынии на матчи Кубка Федерации и принесла команде два очка в паре с Ириной Спырлей. В 1995 году Кристя достигла своего лучшего результата во взрослых турнирах Большого шлема, пробившись в третий круг Открытого чемпионата Франции после победы над десятой ракеткой мира Натальей Зверевой. После этого успеха румынка в первый раз в карьере вошла в сотню сильнейших теннисисток мира согласно рейтингу WTA. На следующий год у себя на родине, в Бухаресте, она выиграла единственный за карьеру турнир ITF в одиночном разряде. Этот сезон она завершила в первой сотне рейтинга, приняв участие в Олимпийских играх в Атланте.
В июле 1997 года, после выхода в полуфинал турнира WTA в Праге, Кристя поднялась в одиночном рейтинге на 59-ю позицию, лучшую в своей одиночной карьере. Лучшим в паре стал для неё следующий год, за который она три раза с тремя разными партнёршами играла в финалах турниров WTA и по его ходу достигла 40-го места в парном рейтинге. По пути в свой первый финал румынка в паре с австралийкой Кристин Канс обыграла четвёртую сеяную пару, но в финале они уступили несеяным сёстрам Серене и Винус Уильямс. В 1999 году на счету Кристи был только один финал в парном турнире WTA — в Варшаве, — но в нём она завоевала свой первый и единственный титул на этом уровне.
Последним полным сезоном в профессиональном теннисе стал для Кристи 2001 год, хотя она периодически возвращалась на корт вплоть до 2005 года. За карьеру на её счету были победы над Амели Моресмо и Надеждой Петровой, а также 33 игры, проведённых за сборную Румынии.
В 2008 году у Кэтэлины и её гражданского мужа родился сын Александру. С начала 2010-х годов Кристя работает в Федерации тенниса Румынии как тренер и администратор турниров. Она в частности занимала должность спортивного директора Открытого чемпионата Бухареста и молодёжного турнира Dr. Oetker Trophy.

## Места в рейтинге WTA по итогам сезона
| Год              | 1990 | 1991 | 1992 | 1993 | 1994 | 1995 | 1996 | 1997 | 1998 | 1999 | 2000 | 2001 |
| ---------------- | ---- | ---- | ---- | ---- | ---- | ---- | ---- | ---- | ---- | ---- | ---- | ---- |
| Одиночный разряд | 809  | 504  | 429  | 127  | 191  | 103  | 97   | 73   | 67   | 128  | 117  | 340  |
| Парный разряд    |      | 467  | 371  | 184  | 132  | 115  | 137  | 95   | 47   | 52   | 50   | 271  |

## Финалы турниров WTA за карьеру
| Легенда             |
| ------------------- |
| Большой шлем        |
| Олимпийские игры    |
| I категория         |
| II категория        |
| III категория (0-2) |
| IV категория (1-1)  |
| V категория         |

### Женский разряд (1-3)
| Результат |    | Дата           | Турнир                  | Покрытие | Партнёрша       | Соперницы в финале                   | Счёт в финале    |
| --------- | -- | -------------- | ----------------------- | -------- | --------------- | ------------------------------------ | ---------------- |
| Поражение | 1. | 1 марта 1998   | Оклахома-Сити, США      | Хард(i)  | Кристин Канс    | Винус Уильямс Серена Уильямс         | 5-7, 2-6         |
| Поражение | 2. | 26 апреля 1998 | Будапешт, Венгрия       | Грунт    | Лаура Монтальво | Вирхиния Руано Паскуаль Паола Суарес | 6-4, 1-6, 1-6    |
| Поражение | 3. | 20 июня 1998   | Хертогенбос, Нидерланды | Трава    | Эва Мелихарова  | Сабин Аппельманс Мириам Ореманс      | 7-64, 6-76, 6-75 |
| Победа    | 1. | 9 мая 1999     | Варшава, Польша         | Грунт    | Ирина Селютина  | Амели Кошето Жанетта Гусарова        | 6-1, 6-2         |